# إيان جاريد سيلفرمان
إيان جاريد سيلفرمان (بالإنجليزية: Ian Jaryd Silverman)‏ (مواليد 1995) هو سبّاح من الولايات المتحدة، مثّل بلاده في الألعاب البارالمبية الصيفية 2012.